# مؤتمر دعم وتنمية الاقتصاد المصري
مؤتمر دعم وتنمية الاقتصاد المصري (بالإنجليزية: Egypt Economic Development Conference)‏ اختصاراً (EEDC) هو حدث عالمي أقيم تحت شعار «مصر المستقبل»، دعا إليه الملك السعودي الراحل عبد الله بن عبد العزيز، لمساعدة مصر في تجاوز أزمتها الاقتصادية عقب التغييرات السياسية المتعاقبة التي مرت بها. جرت فعاليات المؤتمر على مدى ثلاثة أيام متواصلة وأقيم بمدينة شرم الشيخ، خلال الفترة من 13 إلى 15 مارس 2015، وشارك فيه أكثر من 2,000 مندوب من 112 دولة مختلفة. أُعلن في المؤتمر عن عدة مشروعات ضخمة مستقبلية منها ما دخل بالفعل حيز التنفيذ ومنها ما جرى الإتفاق على التخطيط له وتنفيذه، كما وقعت الحكومة المصرية مذكرات تفاهم مع شركات ومستثمرين بشأن مشروعات سيتم الإتفاق عليها لاحقاً، وذلك بهدف دعم اقتصاد مصر من خلال طرح فرص استثمارية متنوعة في مجالات الطاقة والنقل والشحن والنفط والعقارات. فيما قدمت بعض الدول مثل الكويت والمملكة العربية السعودية والإمارات العربية المتحدة مساعدة مالية مباشرة لمصر تمثلت في مبلغ 4 مليار دولار لكل منهم، في حين صرحت عمان بأنها ستقدم 500 مليون دولار.

## خلفية المؤتمر
عقب مرور مصر بسلسلة من الاضطرابات السياسية التي أثرت سلباً على اقتصادها، وفور إعلان فوز الرئيس المصري عبد الفتاح السيسي بالانتخابات الرئاسية، دعا العاهل السعودي الراحل، الملك عبد الله بن عبد العزيز في 3 يونيو 2014 إلى عقد مؤتمر للمانحين لمساعدة مصر في تجاوز أزمتها الاقتصادية، وهي الدعوة التي لاقت ترحيباً واسعاً من الدول العربية، لكن المؤتمر تأجل أكثر من مرة حيث كان من المقرر تنظيمه طالب في أكتوبر 2014، لكن الرئيس المصري طالب العاهل السعودي بتوجيه دعوة لتنظيم مؤتمر اقتصادي عالمي بديلاً لمؤتمر المانحين تطرح مصر من خلاله رؤيتها الاقتصادية، وحدد له في البداية يوم 21 فبراير، وفي 8 نوفمبر أعلن وزير المالية المصري تأجيل المؤتمر إلى منتصف مارس 2015، بسبب احتفالات دول شرق آسيا برأس السنة الصينية ورغبة مصر في جذب استثمارات من تلك المنطقة المهمة.
وفي اليوم السابق لعقد المؤتمر صدَّق الرئيس المصري على قرارات بتعديل بعض القوانين التي تمس الاقتصاد المصري، لتمثل حافز قوي للمستثمرين لدخول السوق المصري أو زيادة استثماراتهم الموجودة بالفعل، وهي قوانين: شركات المساهمة وشركات التوصية بالأسهم والشركات ذات المسئولية المحدودة، وقانون الضريبة العامة على المبيعات، وقانون ضمانات وحوافز الاستثمار، وقانون الضريبة على الدخل.

## الشركة المنظمة
قام على تنظيم المؤتمر ريتشارد أتياس المغربي الأصل عبر شركته ريتشارد أتياس وشركاه، والتي تخدم القطاع العام في عدة دول منها: مصرف التنمية الأفريقي، البحرين، البرازيل، الصين، دبي، فرنسا، الغابون، الكونغو، الأردن، المغرب، قطر، السعودية، السنغال، جنوب أفريقيا، تونس، الإمارات، المملكة المتحدة، الأمم المتحدة، الولايات المتحدة. وشغل أتياس منصب الرئيس التنفيذي لعدة أحداث عامة عالمية، وصمم أكثر من 1000 حدث يخص الشركات العالمية.

## فعاليات المؤتمر

### اليوم الأول

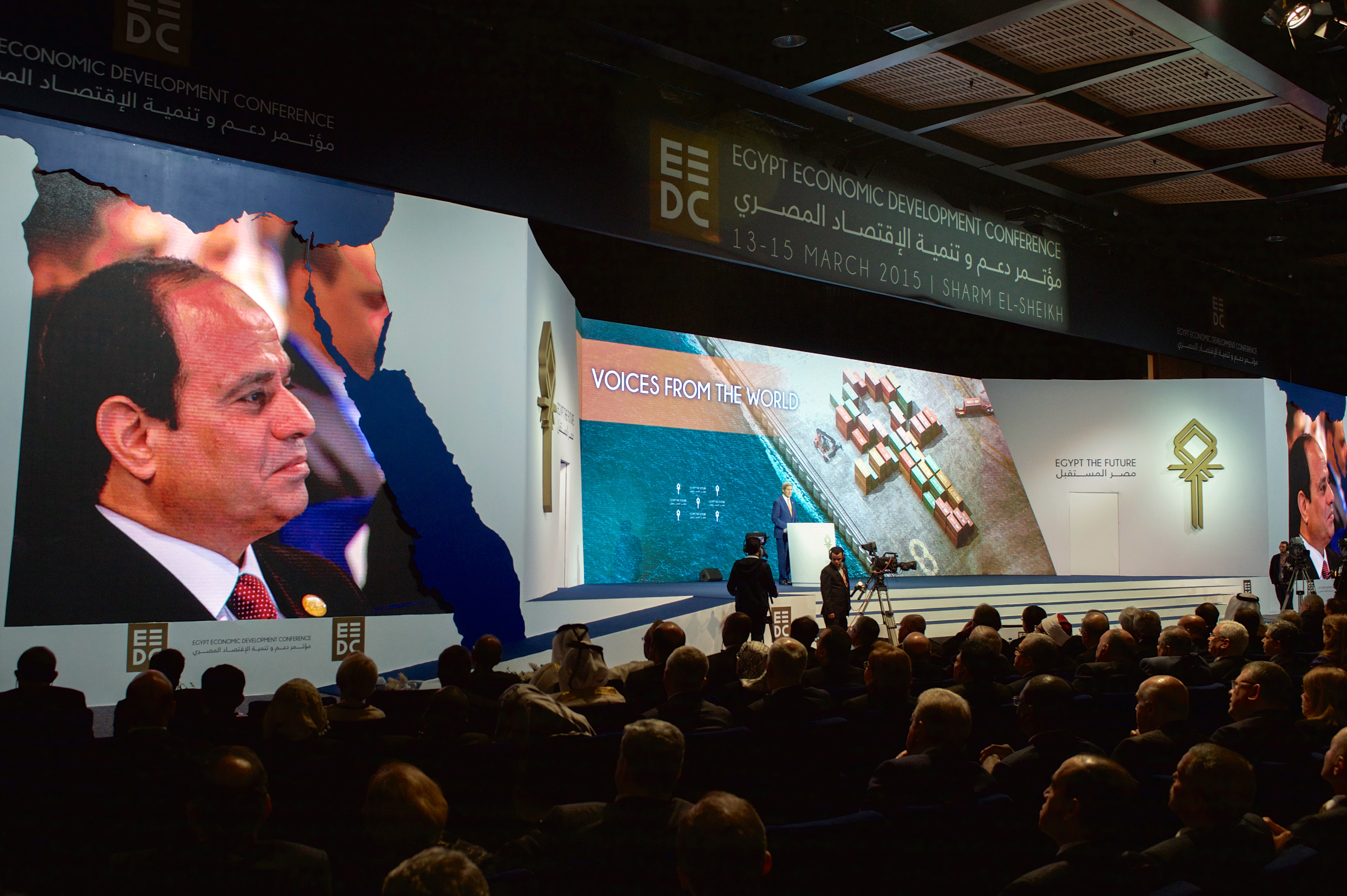
الرئيس المصري عبد الفتاح السيسي وهو ينظر إلى جهاز عرض الشاشة الكبيرة التي تظهر وزير الخارجية الأمريكية جون كيري وهو يدلي بتصريحاته.

شهد اليوم الأول للمؤتمر استقبال الوفود المشاركة في مطار شرم الشيخ الدولي، تبعه افتتاح الرئيس عبد الفتاح السيسي لفعاليات المؤتمر بإلقاء كلمته في قاعة المؤتمرات أمام الحشود الحاضرة، ثم تبعه الرؤساء والأمراء ورؤساء الوزارات ورؤساء الوفود بإلقاء كل منهم لكلمته. وأُعلن خلال اليوم الأول عن استثمارات تقدر بنحو 19.3 مليار دولار، تتمثل في: 12.5 مليار دولار دعم خليجي مباشر تشمل (4 مليارات دولار من السعودية، 4 مليارات دولار من الإمارات، 4 مليارات دولار من الكويت، 500 مليون دولار من سلطنة عمان)، 6.065 مليار دولار استثمارات مستقبلية لشركات مصرية وعربية وأجنبية تشمل (مجموعة التركي، مجموعة بايونيرز، شركة المهيدب، شركة أوراسكوم تليكوم، شركة بلووم العقارية، شركة بي بي، شركة إيني، شركة جنرال إليكتريك، شركة دي إتش إل إكسبرس مصر، شركة إيناب للنفط، شركة يورينت الأمريكية)، 751 مليون دولار منح وقروض من منظمات دولية ودول مانحة أجنبية تشمل (البنك الدولي، الاتحاد الأوروبي، بنك الاستثمار الأوروبي، مكتب التعاون الدولي الإيطالي).

### اليوم الثاني

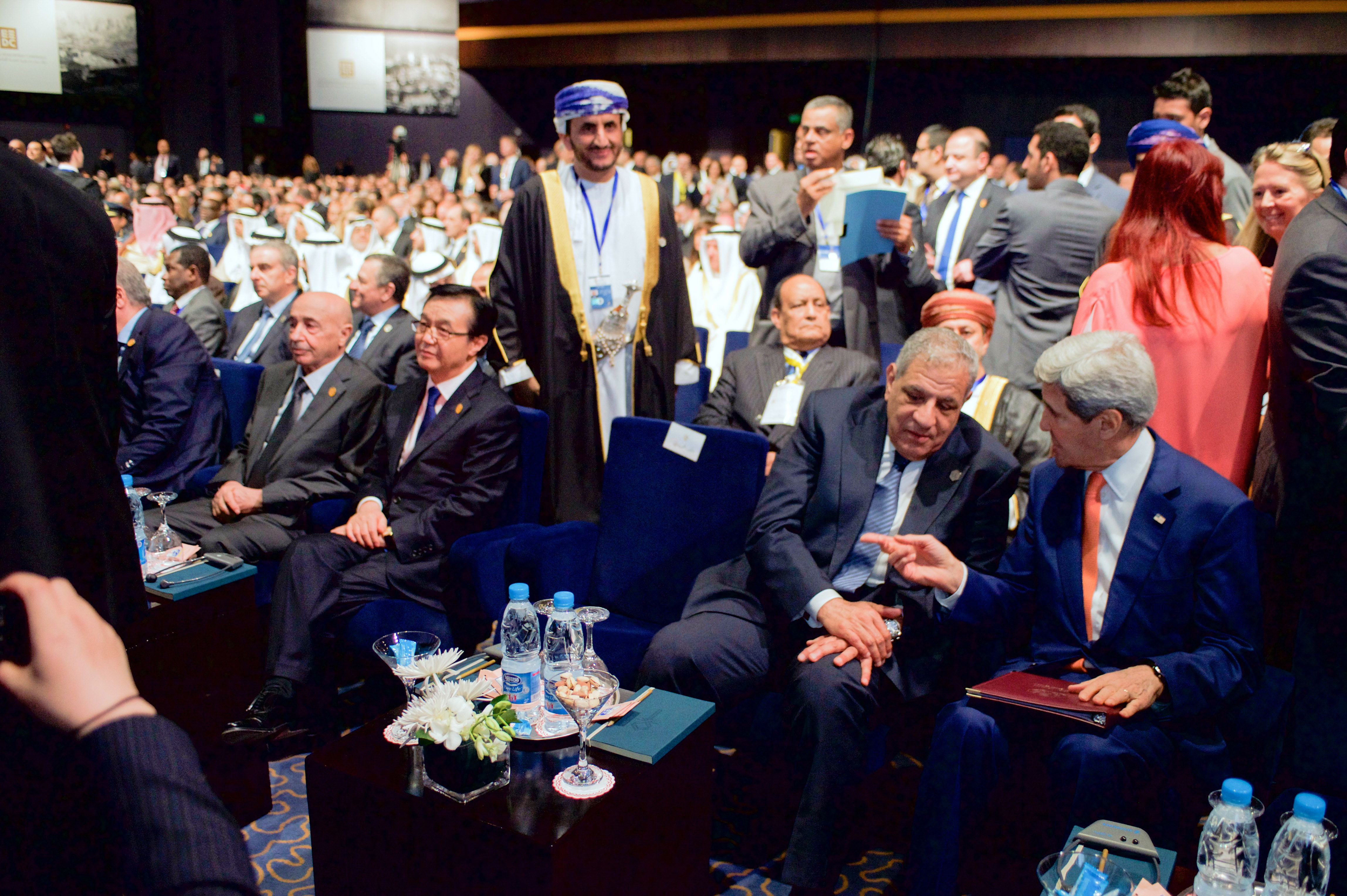
وزير الخارجية الأمريكية جون كيري يتحدث مع رئيس الوزراء المصري إبراهيم محلب في مركز المؤتمرات في شرم الشيخ

شهدت فعاليات اليوم الثاني للمؤتمر توقيع 10 مذكرات تفاهم وتعاون و12 اتفاقية دولية و3 قروض عربية وأجنبية وبرنامجان للتنمية، كما تم الإعلان عن تنفيذ عدة مشروعات عملاقة من شأنها إنعاش الاقتصاد المصري. وتمثلت حصيلة الاستثمارات المُعلن عنها في: (272 مليون يورو من أوروبا لدعم التنمية الاجتماعية والاستثمار، 5 مليارات جنيه من مجموعة ماجد الفطيم، 19.7 مليار دولار لتنفيذ مشروعات عقارية، 1.8 مليار دولار لتطوير شبكة نقل الكهرباء، 2.2 مليار دولار قيمة اتفاقات النقل، 45 مليار دولار من الإمارات للعاصمة الإدارية، 6 مليارات دولار للمركز اللوجيستي لتجارة الحبوب والغلال بميناء دمياط، قرض ياباني بقيمة 58 مليون دولار لإنشاء 7 قناطر بأسيوط، قرض من صندوق الخليفة بقيمة 200 مليون دولار لاستثمارها في تنمية قطاع المشاريع المتناهية الصغر، 20 مليون دولار منح دراسية للمصريين بجامعة شيكاغو.

### اليوم الثالث

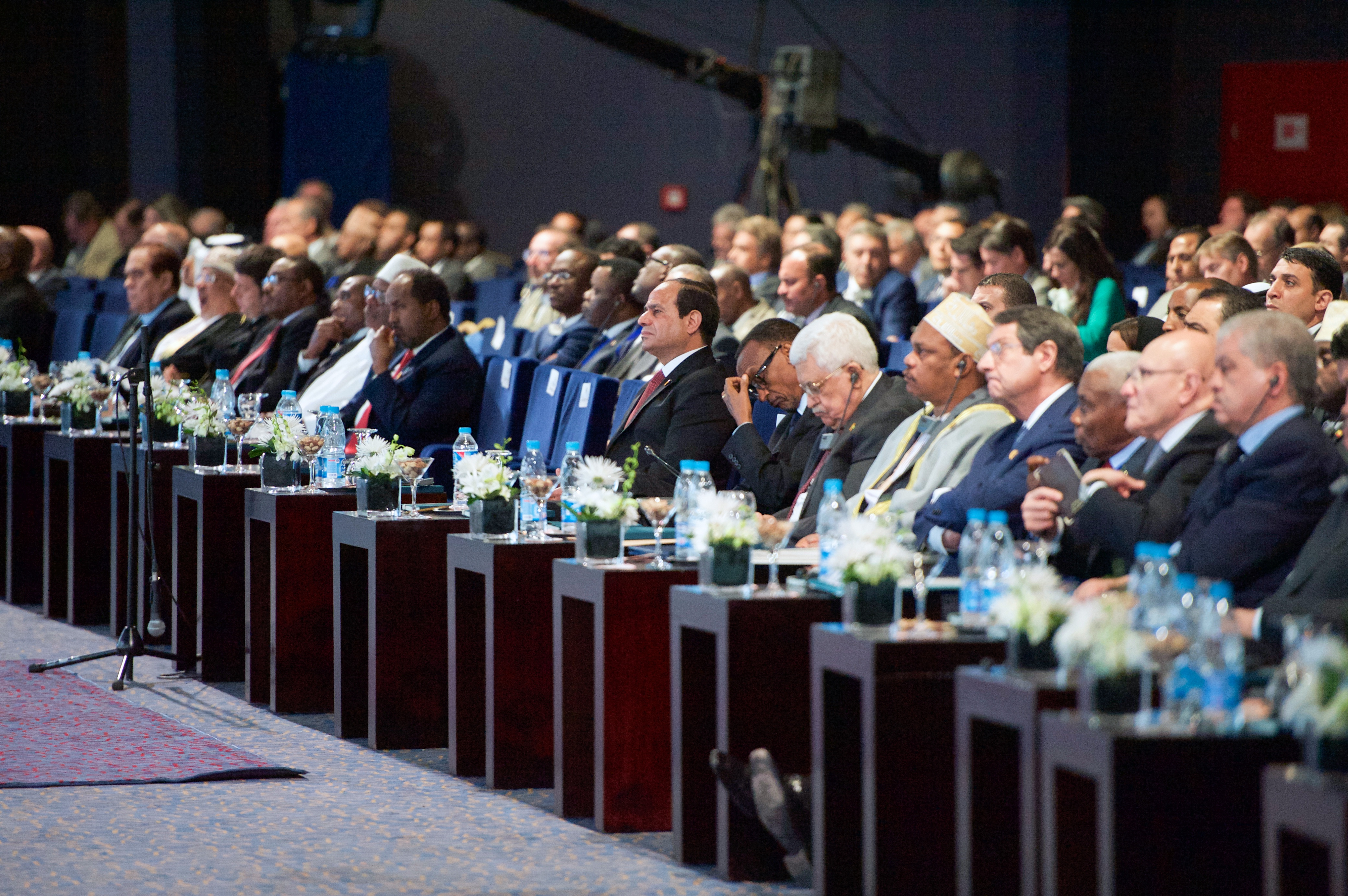
رؤساء الدول والحكومات في المؤتمر.

اختتم المؤتمر أعماله في اليوم الثالث وشملت جلساته الكلمة الختامية للرئيس عبد الفتاح السيسي، بالإضافة إلى جلسات تمويل الأسواق الناشئة وورشة عمل قناة السويس والدمج الاقتصادي ودور المشروعات الصغيرة والمتوسطة والتدريب المهني والدمج الاجتماعي والاستثمار في مصر المستقبل. كما شملت الجلسات (التكنولوجيا، الابتكار، التجارة الداخلية، تجارة التجزئة، النقل، الإمدادات اللوجيستية، وريادة الأعمال عالية النمو، مشاريع الشراكة بين القطاعين العام والخاص، الرياضة، الفرص الاستثمارية.
في الكلمة الختامية التي ألقاها الرئيس عبد الفتاح السيسي، أعلن عن استضافة مصر تجمعاً اقتصادياً سنوياً للدول التي تعاني ظروفاً صعبة، وذلك في توقيت مقارب لتوقيت عقد المؤتمر الاقتصادي في شرم الشيخ وبمشاركة كل المستثمرين والشركات من جميع أنحاء العالم لتقديم الاستثمارات إلى هذه الدول. وطالب الرئيس السيسي الشعب المصري بالعمل ومضاعفة مجهودهم آلاف المرات من أجل بناء مصر، مشيراً إلى أن المستثمرين جائو من كل مكان في العالم من أجلهم، وأن رد فعل المستثمرين والشركات واستعدادهم للتعاون مع مصر كان رسالة للعالم كله. وأشار إلى أنه سبق وأكد أن المؤتمر الاقتصادي ذراع مصر، مطالباً بأن يعمل باقي الجسم ويتحرك مع الذراع بقوة، مشدداً على أنه لا ينبغي أن يستهتر أحد بقوة المصريين وحجمهم، موجهاً رسالة للشعب «اشتغل واعمل من أجل خاطر بلدك».

## اجتماعات على هامش المؤتمر

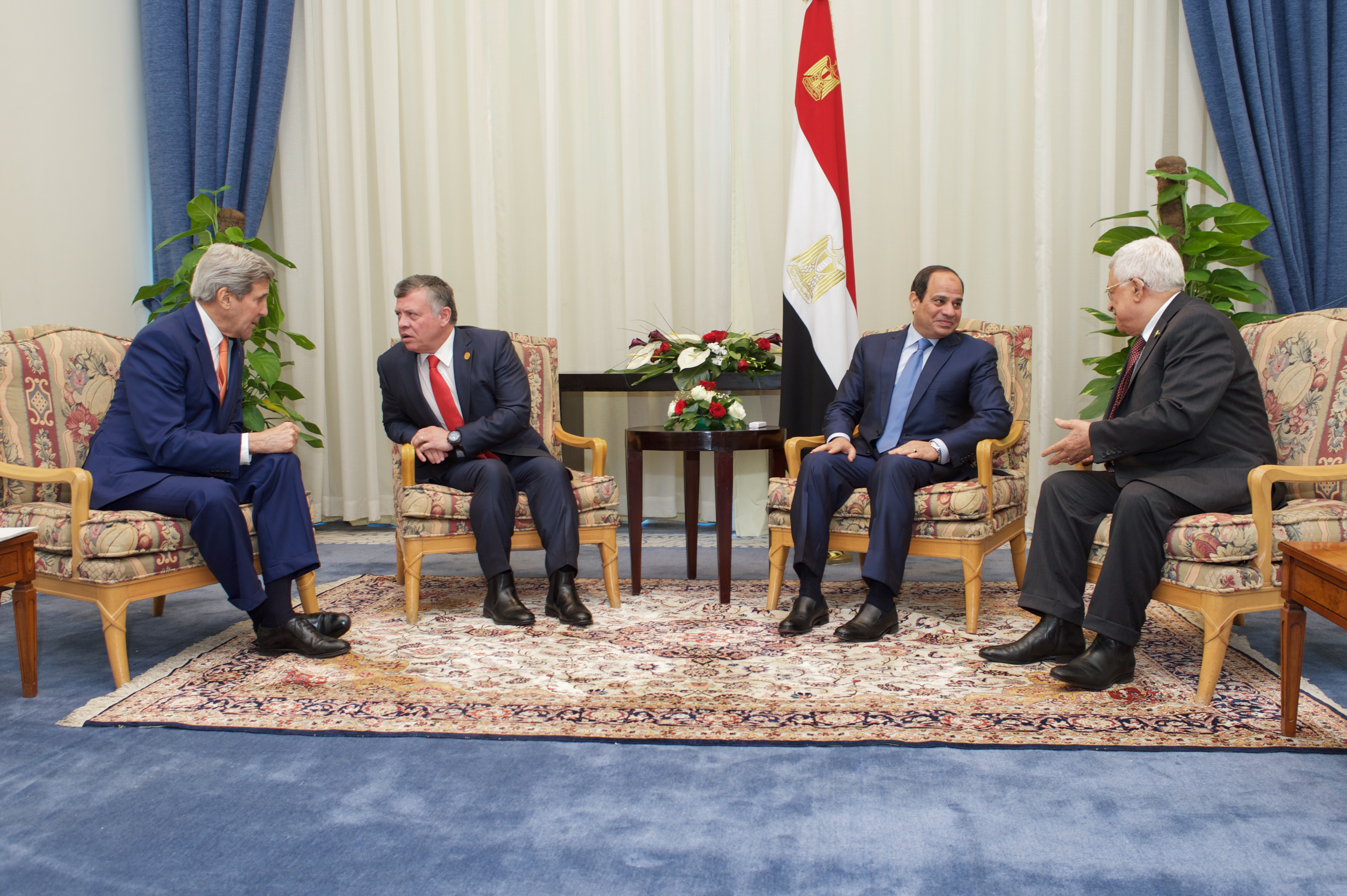
جون كيري يتحدث مع الملك عبد الله الثاني في حين يتحدث الرئيس المصري عبد الفتاح السيسي مع الرئيس الفلسطيني محمود عباس في مركز المؤتمرات في شرم الشيخ، أثناء اجتماع رباعي.

عقد الرئيس المصري عبد الفتاح السيسي اجتماعاً رباعياً مغلقاً ضم كلاً من العاهل الأردني الملك عبد الله، والرئيس الفلسطيني محمود عباس، إضافة إلى وزير الخارجية الأميركي جون كيري، حيث تناول الاجتماع سبل استئناف عملية السلام في الشرق الأوسط، وتوفير المناخ اللازم لدفع هذه العملية قدماً من أجل التوصل إلى سلام شامل وعادل في المنطقة.
وشدد السيسي خلال الاجتماع على ثوابت الموقف المصري من القضية الفلسطينية، خاصةً بالنسبة لإقامة الدولة الفلسطينية وتحقيق الحقوق المشروعة للشعب الفلسطيني، مؤكداً في هذا الصدد أن مصر ستظل على موقفها الداعم للقضية الفلسطينية، ومساندتها لخيارات الشعب الفلسطيني، ووقوفها الكامل إلى جانبه حتى تتم إقامة دولته المستقلة.
كما أكد السيسي أن تحقيق السلام والاستقرار في منطقة الشرق الأوسط من شأنه أن يعود بالخير والاستقرار على كافة دول المنطقة، وأن يفتح لها آفاقاً أرحب نحو المزيد من الرخاء والتنمية، بما يساهم في تحقيق آمال وطموحات شعوبها.

## أهم المشروعات المطروحة

### العاصمة الجديدة لمصر
أعلنت الحكومة المصرية خلال المؤتمر عن مشروع بناء عاصمة جديدة للبلاد، شرق مدينة القاهرة. بتكلفة تصل إلى 45 مليار دولار، على أن يتم إنجاز المشروع خلال 5 إلى 7 أعوام. بهدف تخفيف الازدحام عن مدينة القاهرة، التي سيتضاعف عدد سكانها الذي يبلغ حالياً 18 مليون نسمة في الأربعين عاماً المقبلة. كما ستنقل إلى العاصمة الجديدة مقرات رئاسة الجمهورية والبرلمان والحكومة والوزارات والسفارات الأجنبية، على أن تقام المدينة على مساحة 700 كم طبقاً للمقاييس العالمية، وتشمل 2000 مدرسة وكلية، وأكثر من 600 مركز صحي، وسيوفر بناؤها أكثر من مليون فرصة عمل، وتتسع لـ5 ملايين ساكن، وستكون لها مداخل بحرية، وسيقام بها أعلى برج في أفريقيا، ومن المقرر أن تحتوي على منطقة معارض على نطاق واسع، ومنشآت إدارية، بالإضافة إلى خط قطار سريع يربط المدينة الجديدة بالقاهرة. وسيشرف على بنائها المستثمر الإماراتي محمد العبار، الذي أنجزت شركته برج خليفة، أطول بناء في العالم.
وحددت شركة كابيتال، التي أُسست من أجل تنفيذ هذا المشروع، موقع العاصمة الإدارية الجديدة شرق القاهرة في نقطة تتوسط الطريق بين القاهرة ومنطقة قناة السويس التي تشهد أحد المشروعات العملاقة التي أطلقتها مصر منذ أشهر قليلة، هو مشروع قناة السويس الجديدة.

### تنمية محور قناة السويس
أُقيمت خلال المؤتمر عمليات ترويجية لمشروع محور قناة السويس الذي يتم العمل به حالباً باستثمارات مصرية خالصة. وذلك في انتظار صدور قرار رئاسي بإنشاء هيئة خاصة لتنمية المنطقة الاقتصادية لمحور القناة. فيما وقعت هيئة قناة السويس على مذكرة تفاهم مع وزارة الاستثمار للاستفادة من إمكانيات وخبرات الوزارة في الترويج للمشروع. وطرحت الهيئة خلال المؤتمر 10 مشاريع رئيسية تصل استثماراتها إلى 15 مليار دولار.

### توليد الكهرباء
وقعت خلال المؤتمر وزارة الكهرباء والطاقة المتجددة، اتفاقية اطارية مع شركة (ساينوهايدرو) الصينية، لتنفيذ مشروع الضخ والتخزين بجبل عتاقة بقدرة 2100 ميجاوات، وبتكلفة استثمارية تبلغ حوالي ملياري دولار. كما وقعت الوزارة اتفاقية مع شركة أوراسكوم، لإتاحة أرض لمشروع محطة شمسية، بقدرة 50 ميجاوات بمنطقة كوم أمبو بمحافظة أسوان، بتكلفة استثمارية تبلغ حوالي 100 مليون دولار. لتسهم تلك المشروعات في إضافة قدرات جديدة لمواجهة معدلات النمو الاقتصادى، وزيادة الطلب على الطاقة، مع تنفيذ إستراتيجية قطاع الكهرباء لتنويع مصادر الطاقة، وتوفيرها لجميع الاغراض.

## المشاركون

### وفود رفيعة المستوى

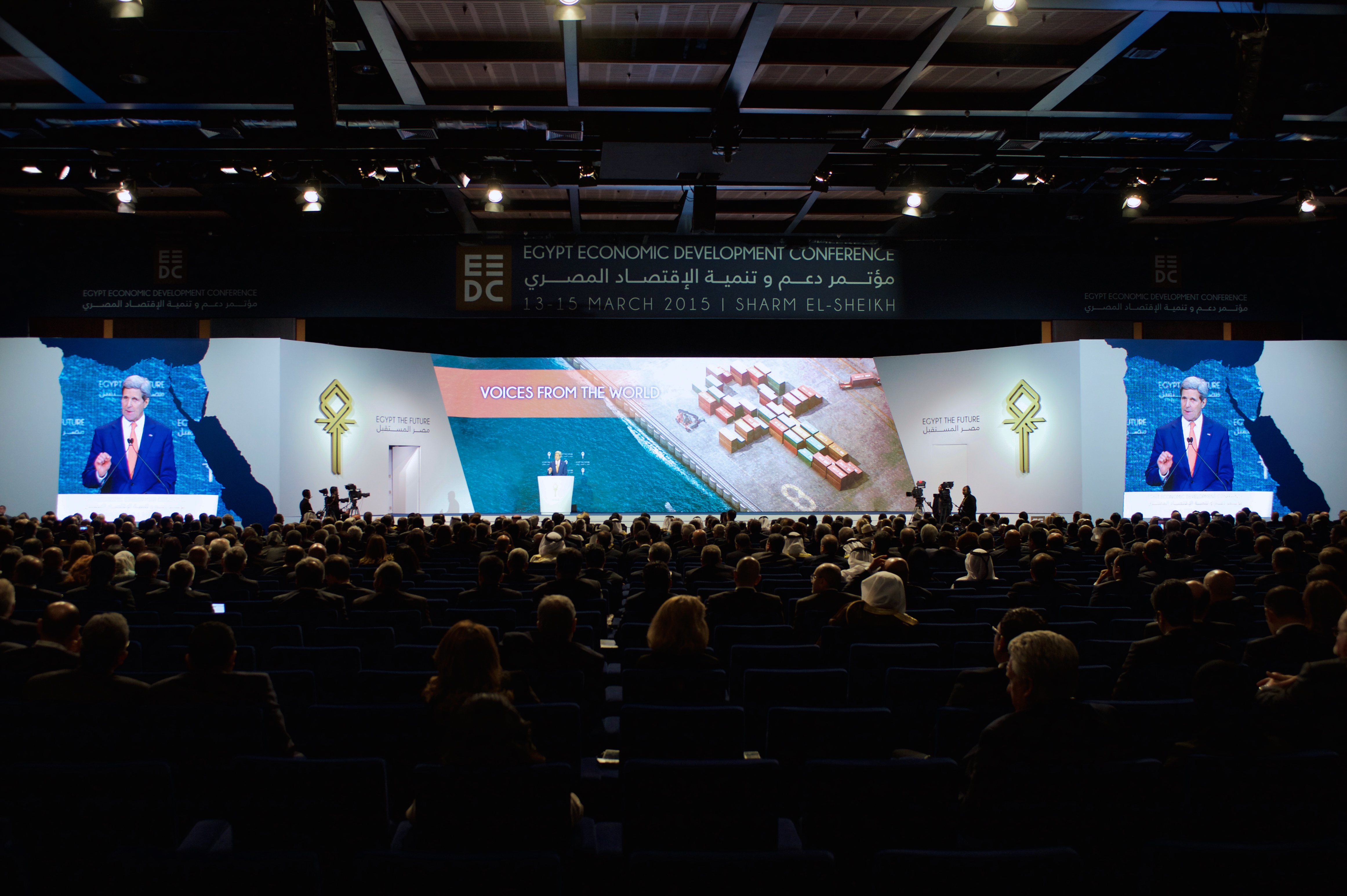
جون كيري مخاطبا الحضور في المؤتمر.

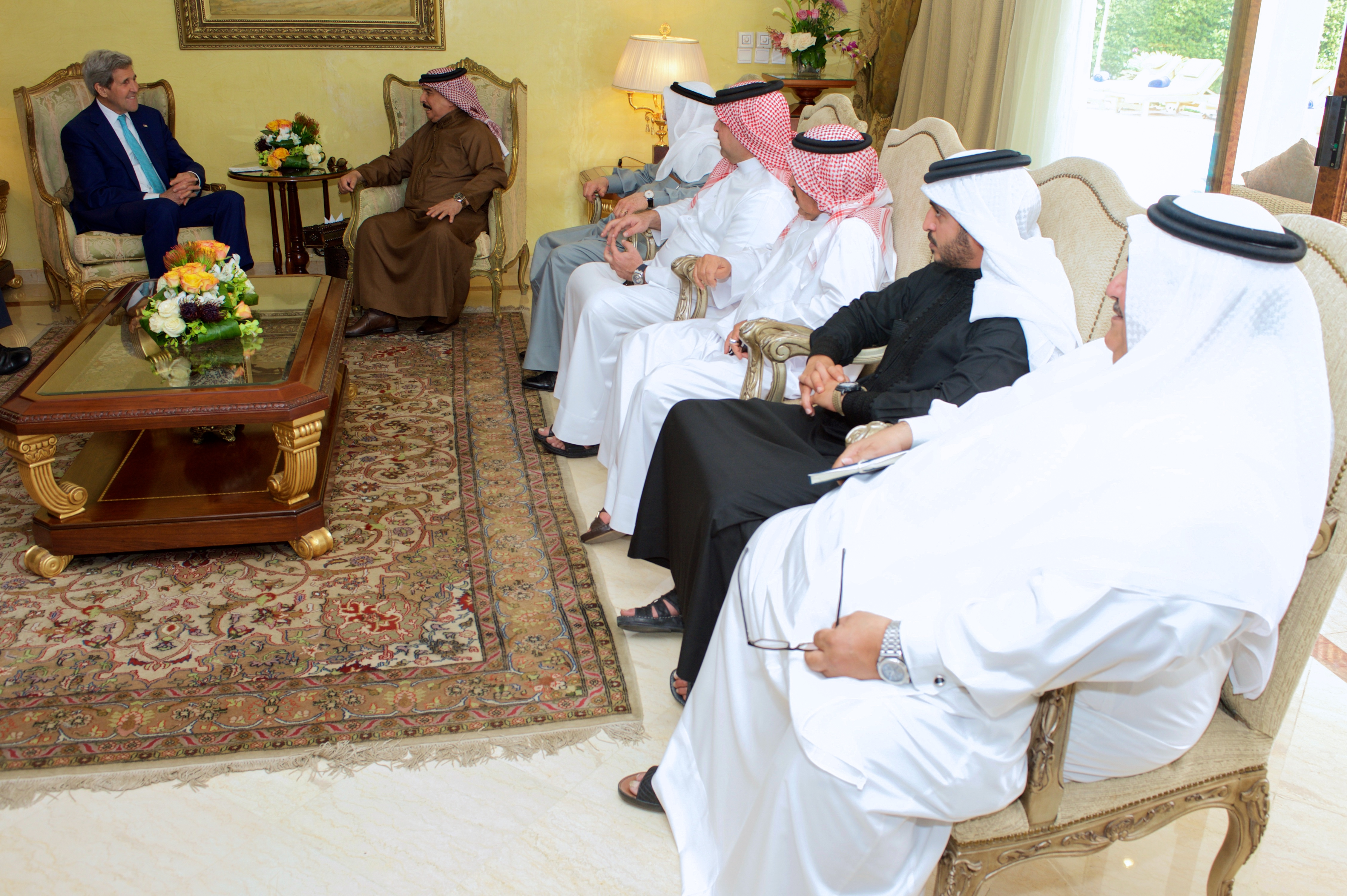
ملك البحرين والمستشارين جالسين مع كيري في مستهل الاجتماع مؤتمر دعم وتنمية الاقتصاد المصري

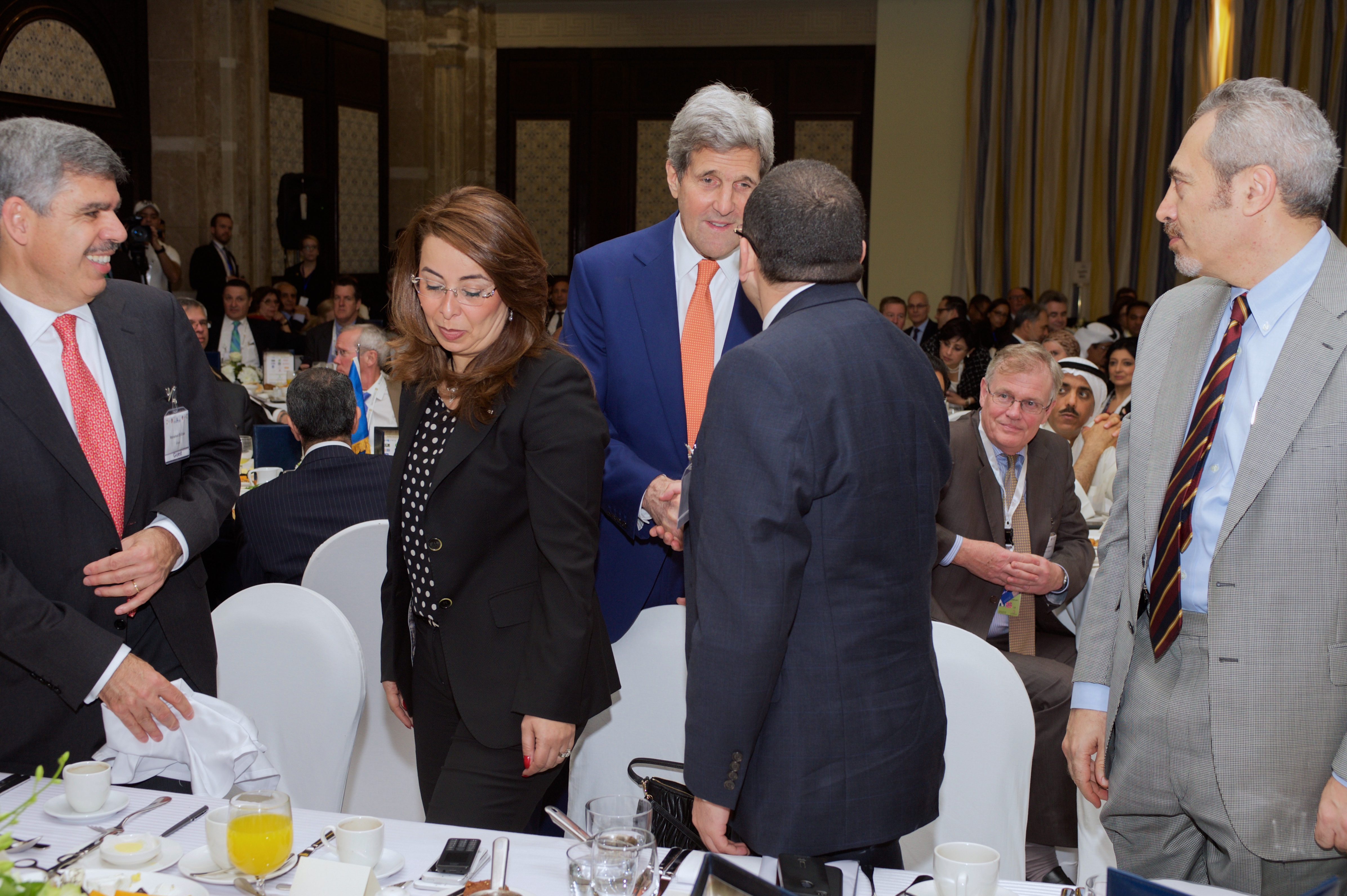
جون كيري يحيي رجال وسيدات الأعمال الأمريكيين والمصريين في إفطار غرفة التجارة الأمريكية في شرم الشيخ، مصر، يوم 13 مارس من عام 2015.

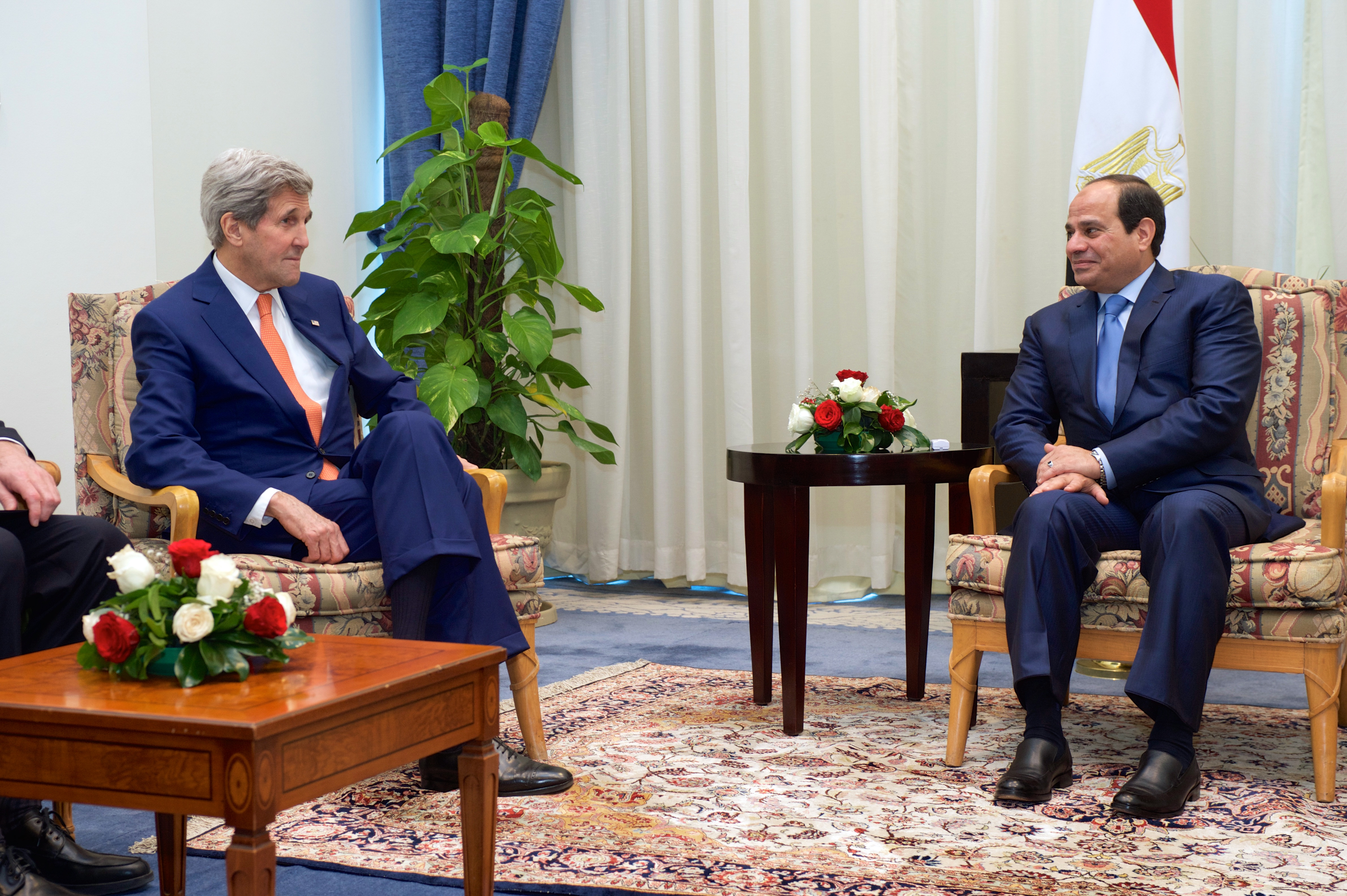
وزير الخارجية الأمريكية جون كيري يجلس مع الرئيس المصري عبد الفتاح السيسي في مركز المؤتمرات في شرم الشيخ، مصر.

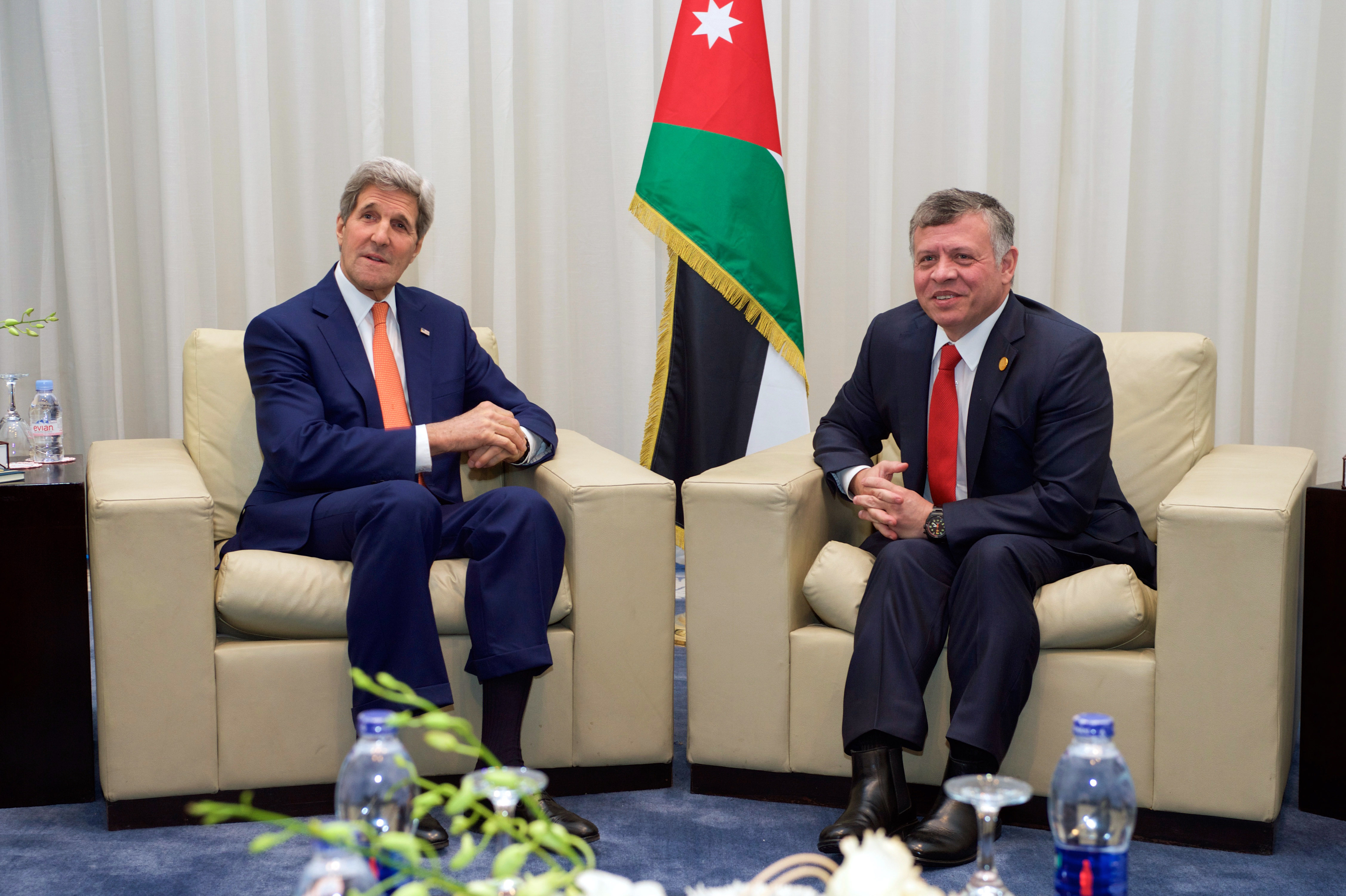
كيري يعقد اجتماعا ثنائيا مع الملك عبد الله عاهل الأردن في مؤتمر دعم وتنمية الاقتصاد المصري

| البلد                    | رئيس الوفد                 | اللقب                      |
| ------------------------ | -------------------------- | -------------------------- |
| البحرين                  | حمد بن عيسى آل خليفة       | ملك                        |
| جزر القمر                | أكليل ظنين                 | رئيس                       |
| قبرص                     | نيكوس اناستاسيادس          | رئيس                       |
| إثيوبيا                  | هايله مريم ديساليغنه       | رئيس الوزراء               |
| إيطاليا                  | ماتيو رينزي                | رئيس الوزراء               |
| الأردن                   | عبد الله الثاني بن الحسين  | ملك                        |
| الكويت                   | صباح الأحمد الجابر الصباح  | أمير                       |
| لبنان                    | تمام سلام                  | رئيس الوزراء               |
| ليبيا                    | عقيلة صالح عيسى            | رئيس مجلس النواب           |
| مالي                     | إبراهيم أبو بكر كيتا       | رئيس                       |
| عمان                     | يحيى بن محفوظ المنذري      | رئيس الوزراء               |
| فلسطين                   | محمود عباس                 | رئيس                       |
| رواندا                   | بول كاغامه                 | رئيس                       |
| السعودية                 | مقرن بن عبد العزيز آل سعود | ولي العهد                  |
| الصومال                  | حسن شيخ محمود              | رئيس                       |
| السودان                  | عمر البشير                 | رئيس                       |
| تنزانيا                  | محمد غريب بلال             | نائب الرئيس                |
| الإمارات العربية المتحدة | محمد بن راشد آل مكتوم      | نائب رئيس الدولة وحاكم دبي |

### ممثلي الحكومات
| البلد                    | رئيس الوفد                | اللقب                          |
| ------------------------ | ------------------------- | ------------------------------ |
| الصين                    | قاو هو تشنغ               | وزير التجارة                   |
| فرنسا                    | ميشيل سابين               | وزير المالية                   |
| ألمانيا                  | زيغمار غابريل             | وزير للشؤون الاقتصادية والطاقة |
| مالاوي                   | جوزيف موانامفيكا          | وزير التجارة والصناعة          |
| روسيا                    | أليكسي أوليوكايف          | وزير التنمية الاقتصادية        |
| إسبانيا                  |                           | [ 27 ]                         |
| الإمارات العربية المتحدة | عبد الله بن زايد آل نهيان | وزير الخارجية                  |
| المملكة المتحدة          | فيليب هاموند              | وزير الخارجية                  |
| الولايات المتحدة         | جون كيري                  | وزير الخارجية                  |

### المنظمات المتعددة الأطراف
| المنظمة             | رئيس الوفد            | اللقب        |
| ------------------- | --------------------- | ------------ |
| صندوق النقد الدولي  | كريستين لاغارد        | المدير العام |
| مجموعة البنك الدولي | سري مولياني إندراواتي | المدير العام |

## أُنظر أيضاً
- قائمة المؤتمرات في شرم الشيخ
- اقتصاد مصر